# Jania rubens
Jania rubens es una especie de las algas rojas. Se encuentra en aguas europeas.